# محمد المقهوي
محمد المقهوي (مواليد 11 فبراير 1995) هو لاعب كرة قدم سعودي يلعب حاليًا في نادي النعيرية.

## مسيرة اللاعب
لعب في نادي العدالة ونادي هجر ونادي النعيرية.

## وصلات خارجية
- محمد المقهوي على موقع قاعدة بيانات كرة القدم.إي يو (الإنجليزية)
- محمد المقهوي على موقع Soccerway.com (الإنجليزية)